# 권중희 (1890년)
권중희(權重熙, 1890년 7월 25일 ~ 1946년 8월 26일)는 경상북도 안동에서 활동한 일제시대의 독립운동가이다. 경상북도 안동(安東) 지역에서 벌어진 3.1 만세운동에 참여하였다가 일본 경찰에 체포되어 옥고를 겪기도 했다. 본관은 안동(安東)이고, 자는 순여(舜汝)이다.

## 생애
1890년(고종 27) 7월 25일 경상북도 안동군 임동면 사월리(지금의 경상북도 안동시 임동면)에서 출생하였으며 후일 임동면(臨東面) 중평리(中平里)의 편항(鞭巷) 장날에 전개한 독립만세 시위에 참여하였다. 1919년 3월 1일 서울에서 3.1 만세 운동이 시작되어 그 만세운동의 열기가 전해지자 안동 지역에서는 유동수(柳東洙), 유연성(柳淵成), 유교희(柳敎熙), 박재식(朴載植), 배태근(裵太根) 등이 모여 편항장날에 독립만세 시위를 진행하기로 결정하였다.
3월 15일 권중희는 유연성, 유동수, 이강욱(李康郁), 홍명성(洪明聖), 박재식, 유교희, 박진선(朴晋先), 유곡란(柳谷蘭) 등이 편항장터 동쪽에 있는 공동 타작장에 모여 만세 운동 거사일을 3월 21일로 정하고 각지 군중의 동원을 분담하고 만세 계획을 세웠다. 거사일로 정한 3월 21일이 되자 장터에는 수백명이 모이더니 당일 오후 2시경에는 1,000여 명의 군중이 모여들어 태극기를 흔들고 독립만세를 외치며 읍내로 시위, 행진하였다. 일본경찰이 출동하여 주동자인 유연성과 배태근을 붙잡아 가자 권중희는 다른 시위대원들과 함께 편항주재소로 달려가 기물을 파괴하며 항의하였다.
시위는 3월 22일 새벽 3시까지 계속되었다. 권중희와 일행은 달아나는 일본경찰을 추격하여 구타하는 등 새벽까지 만세 시위를 벌이다가 안동경찰서에서 출동한 경찰에 체포되어 8월 18일 대구복심법원에서 징역 2년형을 선고받고 복역하였다.
1946년 사망하니 당시 그의 나이 56세였다.

## 사후
사후 1977년 대통령표창이 추서되었고, 1990년 다시 건국훈장 애족장이 추서되었다.

## 참고 문헌
- 독립운동사편찬위원회, 《독립운동사》 1~10(독립운동사편찬위원회, 1970~1978)
- 독립운동사편찬위원회, 《독립운동사 자료집》 1~14(독립운동사편찬위원회, 1970~1978)
- 김희곤, 안동 독립운동가 700인 (안동시, 2001)
- 김희곤, 안동 사람들의 항일투쟁 (지식산업사, 2007)
- 권중희 : 독립유공자 공훈록 - 국가보훈처
- 권중희 - 네이버 백과사전